# Nina Due
Nina Wagle Due, född 23 maj 1973, är en norsk kurator.
Nina Due har utbildat sig i möbelformgivning på Kent Institute of Art and Design 1994–1995, i möbelformgivning 1995–1998 på Kingston University i Surrey i Storbritannien, med en kandidatexamen, samt 2002—2003 i utställningsverksamhet på Kingston University, med en magisterexamen. 
Hon har varit kurator vid Victoria and Albert Museum i London 2004–2005, avdelningen för arkitektur och design på British Council i London 2006–2007, kurator vid Design Museum i London 2007–2009 och utställningschef på Design Museum 2009–2016. 
Nina Due är sedan september 2017 chef för Röhsska museet i Göteborg.
Hon är gift med formgivningsprofessorn Onkar Kular och har två döttrar.